# پرل بیلی
پرل بیلی (انگلیسی: Pearl Bailey; ۲۹ مارس ۱۹۱۸ – ۱۷ اوت ۱۹۹۰) هنرپیشه و خواننده اهل ایالات متحده آمریکا بود. وی بین سال‌های ۱۹۳۶ تا ۱۹۸۹ میلادی فعالیت می‌کرد.
از فیلم‌هایی که وی در آن نقش داشته‌است، می‌توان به آن احساس مطمئن و روباه و سگ شکاری اشاره کرد.